# Караель, Ойкю
Ойкю́ Карае́ль (тур. Öykü Karayel; род. 20 августа 1990, Стамбул) — турецкая актриса

 театра, кино и телевидения.

## Ранние годы
Ойкю Караель родилась 20 августа 1990 года в Стамбуле (Турция) в семье Дженгиза и Ешим Караель. У неё есть сестра-близнец — Эзги Караель. Она окончила среднюю школу Чемберлиташ. После недолго обучения в театре Кентер в 2007 году, поступила на театральный факультет Государственной консерватории Стамбульского университета.

## Карьера
В 2010 году, ещё будучи студенткой, Караель была выбрана на роль Айше в пьесе «Хорошие вещи на нашей стороне» из тридцати претенденток. Эта роль принесла ей специальную премию Эфес и премию «Молодые таланты» Ассоциации театральных критиков на 16-й церемонии вручения премии Садри Алышыка. Дебютной ролью Караель на телевидении стала Джемре Чаяк в телесериале «Кузей Гюней» (2011—2013), которая принесла ей номинацию на премию «Золотая бабочка» в категории «Лучшая актриса (драма)». Она также появилась в таких телесериалах, как «Грязные деньги и любовь» (2014—2015), «Великолепный век. Империя Кёсем» (2016), «Сердцебиение» (2017—2018), «Великолепный дуэт» (2018—2019) и «Мы встретились в Стамбуле» (2020).

## Личная жизнь
С 11 июля 2018 года Караель замужем за певцом Джаном Бономо. У супругов есть сын — Роман Бономо (род. 17 апреля 2021).

## Фильмография
| Год       |   | Русское название                | Оригинальное название | Роль                     |
| --------- | - | ------------------------------- | --------------------- | ------------------------ |
| 2011—2013 | с | Кузей Гюней                     | Kuzey Gϋney           | Джемре Чаяк              |
| 2014—2015 | с | Грязные деньги и любовь         | Kara Para Aşk         | Ипек Думан               |
| 2015      | ф | Тошнота                         | Bulantı               | Аслы                     |
| 2016      | ф | Пыль                            | Toz                   | Азра Назири              |
| 2016      | с | Великолепный век. Империя Кёсем | Muhteşem Yüzyıl Kösem | Дильруба-cултан          |
| 2017      | ф | Что-то полезное                 | İşe Yarar Bir Şey     | Джанан                   |
| 2017      | ф | Приступить к делу               | Put Şeylere           | Элиф                     |
| 2017—2018 | с | Сердцебиение                    | Kalp Atışı            | Эйлюль Эрдем / Денизоглу |
| 2018—2019 | с | Великолепный дуэт               | Muhteşem İkili        | Ягмур Джан               |
| 2019      | с | Светское общество               | Jet Sosyete           | Синем                    |
| 2020      | с | Мы встретились в Стамбуле       | Bir Başkadır          | Мерьем                   |
| 2021—2022 | с | Игра моей судьбы                | Kaderimin Oyunu       | Асие Кая                 |
| 2023      | с | Родня                           | Kin                   | Нурай Батук              |
| 2023      | с | Арак                            | Arak                  | Зейнеп Чынар             |